# آنا کراوس (فوتبال)
آنا کراوس (انگلیسی: Anna Kraus؛ زادهٔ ۲۹ ژوئیهٔ ۱۹۸۰) بازیکن فوتبال اهل ایالات متحده آمریکا است.
وی همچنین در تیم ملی فوتبال زنان ایالات متحده آمریکا بازی کرده‌است.